# Nacionalno združenje sodnikov praktičnega streljanja Slovenije
Nacionalno združenje sodnikov praktičnega streljanja Slovenije (angleško National Range Officer Institute of Slovenia; s kratico NROI) je stalni organ Slovenske zveze za praktično streljanje, ki je po 25. členu statuta zveze v svojih dejanjih avtonomen.
Področje delovanja NROI zajema pravila praktičnega streljanja mednarodne konfederacije IPSC, njihovo tolmačenje, izvajanje in nadzor nad izvajanjem v praksi. NROI nima samostojnega bančnega računa. Predsednik vodi evidenco o vseh stroških in prihodkih NROI in jo predstavi v svojem poročilu skupščini. Sredstva, ki jih pridobi NROI s svojo dejavnostjo, pripadajo SZPS. NROI razpolaga s sredstvi do višine, odobrene s finančnim planom za tekoče leto. Če NROI s svojim delovanjem pridobi več finančnih sredstev, kot je bilo to predvideno v finančnem planu, razpolaga s temi presežnimi sredstvi po potrebi in s soglasjem predsedstva SZPS.

## Poslanstvo združenja
Cilji
- Svetovati v oziru varne izvedbe tekmovanj.
- Zagotoviti izvajanje načel praktičnega streljanja in iz njih izhajajočih pravil IPSC.
- Zagotoviti izvajanje načel dobrega načrtovanja prog.
- Zagotoviti kvalitetno sojenje na tekmovanjih.
- Zagotoviti usposobljen sodniški kader za potrebe SZPS.
- Izdajati slovensko verzijo PS.
- Izdajati svoje glasilo.

Naloge
- določi minimalne zahteve za pridobitev in vzdrževanje sodniškega naziva,
- skrbi za izobraževanje sodnikov,
- podeljuje sodniške certifikate svojim sodnikom,
- razpolaga s sodniškim kadrom, ki skrbi za izvajanje pravil na tekmovanjih,
- delegira sodnike za tekmovanja pod okriljem SZPS,
- razlaga in tolmači pravila,
- sodeluje z mednarodnim sodniškim združenjem - International Range Officer Association,
- obvešča sodnike o vseh spremembah pravil,
- svetuje in pomaga načrtovalcem prog,
- odloča v primerih spornega izvajanja pravil (arbitražna komisija),
- daje soglasje za izvedbo tekmovanj pod okriljem SZPS;
- verificira stopnjo tekmovanja po njihovem zaključku.

## Sestava NROI
- predsednik
- pomočnik predsednika
- glavni NROI inštruktor
- kontrolorji
- sodniki

## Sodniki
V NROI so štirje sodniški nazivi:
- Sodnik (Range Officer ali RO) - Naziv sodnika praktičnega streljanja 1. stopnje se pridobi na seminarju v organizaciji NROI. Kandidat opravlja izpit, na katerem mora pokazati poznavanje splošnih pravil IPSC s poudarkom na varnosti tekmovanja, pravil postavljanja tekmovalnih prog, ocenjujeta se tudi njegov športni odnos in vedenje. Uspešno opravljen izpit je pogoj za pridobitev certifikata, ki ga podpiše predsednik NROI, ko se sodnik izkaže s predpisanim številom sojenj. RO se nato vpiše v evidenco sodnikov. Zbor sodnikov NROI lahko na pobudo predsednika NROI ali po svoji presoji, na svoji letni skupščini odloča o sprejemu posameznega sodnika v svoje članstvo ali o odvzemu certifikata sodniku, ki ne izpolnjuje določenih pogojev, četudi je ta seminar uspešno zaključil. Kandidat mora pred pričetkom seminarja dobiti priporočilo predsednika kluba, katerega član je. Za pridobitev pravice za udeležbo na seminarju je potrebna minimalna doba treh mesecev aktivnega udejstvovanja na tekmah praktičnega streljanja, in tekmovanje na vsaj šestih tekmovanjih II. ali višje stopnje v minulih dvanajstih mesecih.

- Sodnik za rezultate (Stats Officer ali SO) - Naziv sodnika za rezultate praktičnega streljanja se pridobi na seminarju v organizaciji NROI. Kandidat opravlja izpit, na katerem mora pokazati poznavanje pravil streljanja IPSC s poudarkom na točkovanju, pridobivanju, evidentiranju in obdelavi rezultatov ter poznavanju ustreznega računalniškega programa (MSS). Uspešno opravljen izpit je pogoj za pridobitev certifikata, ki ga podpiše predsednik NROI. SO se nato vpiše v evidenco sodnikov. Zbor sodnikov NROI lahko na pobudo predsednika NROI ali po svoji presoji, na svoji letni skupščini odloča o sprejemu posameznega sodnika v svoje članstvo ali o odvzemu certifikata sodniku, ki ne izpolnjuje določenih pogojev, četudi je ta seminar uspešno zaključil. Sodnik za rezultate z veljavnim certifikatom - SO - ima pravico in dolžnost opravljati funkcijo sodnika za rezultate na vseh tekmovanjih na nacionalnem nivoju, na katera je delegiran, če ga delegira IROA pa tudi na mednarodnih tekmovanjih.

- Višji sodnik (Chief Range Officer ali CRO) - Naziv višjega sodnika praktičnega streljanja (2. stopnja) pridobi sodnik, ki uspešno opravi seminar za višjega sodnika in izpit, na katerem se preveri znanje I. stopnje in globlje poznavanje pravil IPSC, načrtovanja prog, vodenja tekmovanj in administrativnega delovanja IPSC, SZPS in NROI. Kandidat mora pred tem najmanj eno leto aktivno delovati v NROI - SZPS in imeti pisno priporočilo višjega sodnika NROI ali območnega direktorja zveze. V minulih dvanajstih mesecih mora kandidat soditi vsaj na štirih tekmah II. ali višje stopnje, skupaj pa zbrati vsaj 28 točk. Višji sodnik z veljavnim certifikatom 2. stopnje - CRO - ima pravico in dolžnost soditi in opravljati funkcijo višjega sodnika na vseh tekmovanjih na nacionalnem nivoju, na katera je delegiran, če ga delegira IROA pa tudi na mednarodnih tekmovanjih.

- Glavni sodnik (Range Master ali RM) - Naziva glavnega sodnika (3. stopnja) ni moč pridobiti na seminarju. Predsednik NROI lahko ta naziv po lastni presoji ali na predlog podeli višjemu sodniku NROI, kar zbor sodnikov potrdi ali prekliče.     Pogoj za pridobitev naziva sta najmanj dve leti aktivne in uspešne udeležbe in sojenjem na tekmovanjih v praktičnem streljanju pod okriljem SZPS, kot višji sodnik NROI. Tekom svojega dela mora zbrati vsaj 55 sodniških točk, od tega vsaj 30 sodniških točk s tekmovanj vsaj II. Stopnje. Kandidat mora imeti pisno priporočilo regionalnega direktorja, v katerem mora biti naveden razlog za imenovanje in zasluge pri delovanju v SZPS. Predsednik ali zbor NROI lahko priporočilo zavrne, če meni, da kandidat ni primeren, in/ali če ni razlogov za podelitev naziva. Glavni sodnik z veljavnim certifikatom 3. stopnje - RM - ima pravico in dolžnost opravljati funkcijo višjega in glavnega sodnika na vseh tekmovanjih na nacionalnem nivoju, na katera je delegiran, če ga delegira IROA pa tudi na mednarodnih tekmovanjih.